# Camila del Reino Unido
Camila del Reino Unido (Camilla Rosemary Shand; Londres, 17 de julio de 1947; tras su primer matrimonio, Parker Bowles) es la reina consorte del Reino Unido y de los otros catorce reinos que forman parte de la Mancomunidad de Naciones como esposa del rey Carlos III, desde el 8 de septiembre de 2022, con la ascensión al trono de su marido tras la muerte de su madre, la reina Isabel II.
Camilla se crio en Sussex Oriental y South Kensington en Inglaterra y se educó en Inglaterra, Suiza y Francia. En 1973 se casó con el oficial del Ejército Británico Andrew Parker Bowles, con quien tiene dos hijos: Tom y Laura. Se divorciaron en 1995. Camilla y Carlos tuvieron una relación sentimental periódica antes y durante cada uno de sus primeros matrimonios. Su relación fue muy publicitada en los medios y atrajo el escrutinio mundial. En 2005, Camila contrajo matrimonio con Carlos en el Ayuntamiento de Windsor, a lo que siguió una bendición anglicana televisada en la Capilla de San Jorge en el Castillo de Windsor. Desde el matrimonio hasta la ascensión de su marido a rey en 2022, fue conocida como la duquesa de Cornualles. 
Camilla lleva a cabo compromisos públicos en representación de la monarquía, a menudo junto a su marido. También es patrocinadora, presidenta o miembro de numerosas organizaciones benéficas y organizaciones. Desde 1994, Camilla ha hecho campaña para crear conciencia sobre la osteoporosis, lo que le ha valido varios honores y premios. También ha creado conciencia sobre temas como la violación, el abuso sexual, la alfabetización, el bienestar animal y la pobreza.

## Primeros años y educación
Camilla Rosemary Shand nació en el King's College Hospital, Londres, el 17 de julio de 1947. Creció en The Laines —una casa de campo del siglo XVIII en Plumpton, Sussex Oriental— y una casa de tres pisos en South Kensington, el segundo hogar de su familia. Sus padres eran un oficial del ejército británico convertido en hombre de negocios, el mayor Bruce Shand, y su esposa, Rosalind Cubitt, hija de Roland Cubitt, III barón Ashcombe. Tiene una hermana menor, Annabel Elliot, y un hermano menor, Mark Shand. Una de sus bisabuelas maternas, Alice Keppel, fue amante del rey Eduardo VII de 1898 a 1910.
El 1 de noviembre de 1947, Camila fue bautizada en St. Peter's Church, Firle, Sussex Oriental. Su madre Rosalind era una trabajadora de caridad, que se ofreció como voluntaria en la Chailey Heritage Foundation (que ayuda a niños pequeños con discapacidades) en las décadas de 1960 y 1970 ubicada en North Chailey, Sussex Oriental, mientras que su padre tenía varios intereses comerciales después retirarse del ejército. Fue sobre todo socio de Block, Gray and Block, una firma de comerciantes de vino en South Audley Street, Mayfair, uniéndose más tarde a Ellis, Son y Vidler de Hastings y Londres.
Durante su infancia, Camila se convirtió en una ávida lectora gracias a la influencia de su padre, quien le leía con frecuencia. Creció con perros y gatos,y a una edad temprana, aprendió a montar en poni uniéndose a los campamentos de Pony Club, y luego ganó rosetas en gymkhanas comunitarias.Según ella, la infancia "fue perfecta en todos los sentidos".El biógrafo Gyles Brandreth describe sus antecedentes e infancia: 

Camila a menudo se describe como habiendo tenido una "infancia tipo Enid Blyton". De hecho, era mucho más grandioso que eso. Camila, de niña, pudo haber tenido algunos rasgos de personalidad de George, la chica tomboy entre los Cinco Famosos, pero los hijos de Enid Blyton eran esencialmente niños de clase media y los Shand, sin duda, pertenecían a la clase alta. Los Shand tenían posición y ayuda: ayuda en la casa, ayuda en el jardín, ayuda con los niños. Eran nobles. Abrieron su jardín para la fiesta de verano de la Asociación del Partido Conservador local. Basta de charla.
Gyles Brandreth

Cuando tenía cinco años, la enviaron a Dumbrells, una escuela mixta en el pueblo de Ditchling. Dejó Dumbrells a la edad de 10 años para asistir a la escuela Queen's Gate en Queen's Gate, South Kensington. Sus compañeros de clase en Queen's Gate la conocían como "Milla"; sus compañeros de estudios incluyeron a la cantante Twinkle (Lynn Ripley), quien la describió como una niña de "fuerza interior" que exudaba "magnetismo y confianza". Una de las maestras de la escuela, la escritora Penelope Fitzgerald, que enseñaba francés, recordaba a Camila como "brillante y vivaz". Camila dejó Queen's Gate con un nivel O en 1964; sus padres no la obligaron a quedarse el tiempo suficiente para obtener el nivel A. Con 16 años, viajó para asistir a la escuela de posgrado Mon Fertile en Tolochenaz, Suiza. Después de completar su curso en Suiza, tomó su propia decisión y viajó a Francia para estudiar francés y literatura francesa en el Instituto de la Universidad de Londres en París durante seis meses.
El 25 de marzo de 1965, debutó en Londres; uno de los 311 de ese año. Tras mudarse de casa, compartió un pequeño piso en Kensington con su amiga Jane Wyndham, sobrina de la decoradora Nancy Lancaster. Más tarde se mudó a un piso más grande en Belgravia, que compartió con su casera Lady Moyra Campbell, la hija del duque de Abercorn, y más tarde con Virginia Carington, hija del político Peter Carington, VI barón Carrington. Virginia estuvo casada con el tío de Shand, Henry Cubitt, desde 1973 hasta 1979(y en 2005 se convirtió en ayudante especial de Camila y el príncipe Carlos).
Camila trabajó como secretaria para una variedad de firmas en el West End, y luego fue empleada como recepcionista por la firma de decoración Sibyl Colefax & John Fowler en Mayfair. Según los informes, fue despedida del trabajo después de que "llegó tarde después de haber ido a un baile". Se convirtió en una apasionada de la equitación y asistía con frecuencia a actividades ecuestres. También le apasionaba la pintura, lo que finalmente la llevó a recibir clases particulares de un artista, aunque la mayor parte de su trabajo "terminó en la basura". Otros intereses eran la pesca, la horticultura y la jardinería.

## Matrimonios e hijos

### Primer matrimonio
A fines de la década de 1960, Camila Shand conoció a Andrew Parker Bowles (entonces oficial de la Guardia, teniente de los Blues and Royals) a través de su hermano menor, Simon, que trabajaba para la firma de vinos de su padre en Mayfair. Después de una relación intermitente durante años, el compromiso de Parker Bowles y Shand se anunció en The Times en 1973. Sally Bedell Smith afirmó que el anuncio fue enviado por los padres de la pareja sin su conocimiento, lo que obligó a Parker Bowles a pedirle matrimonio. Se casaron el 4 de julio de 1973 en una ceremonia católica en la Capilla de la Guardia, Cuartel de Wellington, en Londres. Shand tenía 25 años y Parker Bowles 33. Su vestido de novia fue diseñado por la casa de moda británica Bellville Sassoon, y las damas de honor incluían a la ahijada de Parker Bowles, Lady Emma Herbert. Fue considerada la "boda de sociedad del año" con 800 invitados. Los invitados reales presentes en la ceremonia y recepción incluyeron a la hija de la reina Isabel II, Ana, la hermana de la reina, Margarita, y la reina Isabel, la reina madre.

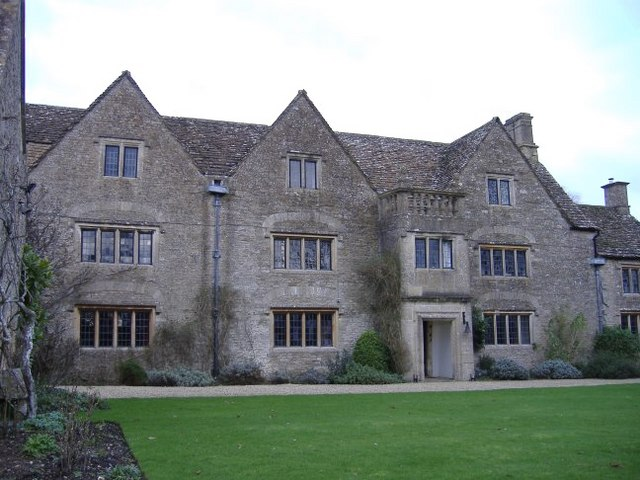
Mansión Bolehyde en Allington, Wiltshire.

La pareja hizo su hogar en Wiltshire, comprando la Mansión Bolehyde en Allington y más tarde Middlewick House en Corsham. Tuvieron dos hijos: Tom (nacido el 18 de diciembre de 1974), ahijado del actual rey Carlos III, y Laura (nacida el 1 de enero de 1978). Ambos niños fueron criados en la fe católica de su padre, particularmente durante la vida de su abuela paterna Ann Parker Bowles; sin embargo, Camila siguió siendo anglicana y no se convirtió al catolicismo. Laura asistió a una escuela católica para niñas, pero se casó en una iglesia anglicana; y Tom no asistió a Ampleforth College como lo había hecho su padre, sino a Eton, y se casó fuera de la Iglesia católica. Tom, como su padre, pertenece al condado de Macclesfield.
En diciembre de 1994, después de 21 años de matrimonio, los Parker Bowles iniciaron un proceso de divorcio alegando que habían vivido separados durante años. En julio de ese año, la madre de Camila, Rosalind, había muerto de osteoporosis, y su padre lo describió más tarde como un "momento difícil para ella". Su petición fue escuchada y concedida en enero de 1995 en la División de Familia del Tribunal Superior de Londres. El divorcio finalizó el 3 de marzo de 1995. Un año después, Andrew se casó con Rosemary Pitman (quien murió en 2010).

### Relación con Carlos
Según los informes, Camilla Shand conoció al príncipe Carlos a mediados de 1971. Andrew Parker Bowles había terminado su relación con Camila en 1970 y estaba cortejando a la princesa Ana, la hermana de Carlos. Aunque Camila y Carlos pertenecían al mismo círculo social y ocasionalmente asistían a los mismos eventos, no se conocían formalmente. Su biógrafo Brandreth afirma que la pareja no se conoció por primera vez en un partido de polo, como se cree comúnmente. En cambio, se conocieron por primera vez en la casa de su amiga Lucía Santa Cruz, quien los presentó formalmente. Se hicieron amigos cercanos y finalmente comenzaron una relación romántica, que era bien conocida dentro de su círculo social. Como pareja, se reunían regularmente en partidos de polo en Smith's Lawn en Windsor Great Park, donde Carlos solía jugar polo. También se convirtieron en parte de un set en Annabel's en Berkeley Square. A medida que la relación se hizo más seria, Carlos conoció a la familia de Camila en Plumpton y le presentó a algunos miembros de su familia. La relación se suspendió después de que Carlos viajó al extranjero para unirse a la Marina Real a principios de 1973 y terminó abruptamente después.
Ha habido diferentes explicaciones de por qué terminó la relación de la pareja. Robert Lacey escribió en su libro de 2008 Royal: Her Majesty Queen Elizabeth II que Carlos había conocido a Camila demasiado pronto y que no le había pedido que lo esperara cuando se fue al extranjero para realizar tareas militares. Sarah Bradford escribió en su libro Diana de 2007 que un miembro del círculo cercano de su tío abuelo Lord Mountbatten afirmó que Mountbatten arregló que Carlos fuera llevado al extranjero para terminar la relación con Camila, para dar paso a un compromiso entre Carlos y su nieta Amanda Knatchbull. Algunas fuentes sugieren que la reina Isabel la reina madre no aprobó el matrimonio con Camila porque quería que Carlos se casara con una de las nietas de la familia Spencer de su amiga íntima Lady Fermoy. Otras fuentes también sugieren que Camila no quería casarse con Carlos, sino que quería casarse con Andrew Parker Bowles, habiendo tenido una relación intermitente con ella desde finales de la década de los 1960, o que Carlos había decidido que él no se casaría hasta los 30 años.
En general, la mayoría de los biógrafos reales han estado de acuerdo en que a Carlos no se le habría permitido casarse con Camila si hubiera pedido permiso para hacerlo. Según la prima y madrina de Carlos, Patricia Knatchbull, II condesa Mountbatten de Birmania, algunos cortesanos del palacio en ese momento consideraron que Shand no era adecuada como posible consorte. En 2005, declaró: "En retrospectiva, se puede decir que Carlos debería haberse casado con Camila cuando tuvo la oportunidad por primera vez. Se adaptaban perfectamente, lo sabemos ahora. Pero no fue posible".[...]"no hubiera sido posible, entonces no".[...] Sin embargo, siguieron siendo amigos. En agosto de 1979, Lord Mountbatten fue asesinado por el Ejército Republicano Irlandés Provisional. Carlos estaba desconsolado por su muerte y, según los informes, dependía en gran medida de Camila Parker Bowles (como se la conocía ahora) para su consuelo. Durante este período comenzaron a circular rumores, entre amigos cercanos de los Parker Bowles y en las comunidades de jugadores de polo, de que Camila y Carlos habían reavivado su relación íntima. Una fuente cercana a Camila Parker Bowles confirmó que en 1980 habían vuelto a ser amantes. También hay afirmaciones del personal real de que ocurrió antes. El esposo de Camila, Andrew Parker Bowles, supuestamente aprobó el asunto, mientras que tuvo numerosos amantes a lo largo de su matrimonio. Sin embargo, Carlos pronto comenzó una relación con Diana Spencer, y los dos se casaron en 1981.
El asunto se hizo público en la prensa una década más tarde, con la publicación de Diana: Her True Story en 1992, seguido por el escándalo de la cinta "Camillagate" en 1993, cuando una conversación telefónica íntima entre Camila Parker Bowles y Carlos fue grabado en secreto y las transcripciones fueron publicadas en la prensa sensacionalista. El libro y la cinta dañaron inmediatamente la imagen pública de Carlos. Mientras tanto, los medios vilipendiaron a Camila. En 1994, Carlos finalmente habló sobre su relación con Camila Parker Bowles en Charles: The Private Man, the Public Role con Jonathan Dimbleby. Le dijo a Dimbleby en la entrevista: "La señora Parker Bowles es una gran amiga mía... una amiga desde hace mucho tiempo. Seguirá siendo una amiga durante mucho tiempo". Más tarde admitió en la entrevista que la relación entre él y Camila Parker Bowles se reavivó después de que su matrimonio se "rompiera irremediablemente" en 1986.

#### Rehabilitación de imágenes
Después de los divorcios de ambos, el príncipe Carlos declaró que su relación con Camila Parker Bowles era "no negociable". Carlos era consciente de que la relación estaba recibiendo mucha publicidad negativa y nombró a Mark Bolland —a quien había contratado en 1995 para renovar su propia imagen— para mejorar el perfil público de Camilla Parker Bowles. Camila ocasionalmente se convirtió en el compañero no oficial de Carlos en eventos. En 1999, la pareja hizo su primera aparición pública juntos en el Hotel Ritz London, donde asistieron a una fiesta de cumpleaños; cerca de 200 fotógrafos y reporteros de todo el mundo estaban allí para verlos juntos. En el 2000, acompañó a Carlos a Escocia para una serie de compromisos oficiales y, en 2001, se convirtió en presidenta de la Royal Osteoporosis Society (ROS), que la presentó al público.
Camila Parker Bowles conoció más tarde a la reina Isabel II, por primera vez desde que se hizo pública la relación, en la fiesta de cumpleaños número 60 del exrey Constantino II de Grecia, en 2000. Este encuentro fue visto como un aparente sello de aprobación por parte de la reina sobre la relación de Camila con el príncipe Carlos. Después de una serie de apariciones en lugares públicos y privados, la reina invitó a Camila a sus celebraciones del Jubileo de Oro en 2002. Se sentó en el palco real detrás de la reina para uno de los conciertos en el Palacio de Buckingham. Según los informes, Carlos pagó de forma privada a dos miembros del personal de seguridad a tiempo completo para brindar protección a su pareja. Aunque Camila mantuvo su residencia, Ray Mill House, que compró en 1995, cerca de Lacock en Wiltshire, luego se mudó a Clarence House, la casa y residencia oficial de Carlos desde 2003. En 2004, Camila acompañó a Carlos en casi todos sus eventos oficiales, incluida una visita de alto perfil a los juegos anuales de las tierras altas en Escocia. En todo momento, los medios de comunicación especularon sobre cuándo anunciarían su compromiso y, con el paso del tiempo, las encuestas realizadas en el Reino Unido mostraron un apoyo general para el matrimonio.
A pesar de esta rehabilitación de imagen, Camila recibió una reacción violenta de los partidarios de Diana que escribieron a los periódicos nacionales para expresar sus puntos de vista, especialmente después de que se anunciara la boda de Carlos con Camila. Este sentimiento fue posteriormente parodiado por troles de Internet en Facebook y TikTok a través de páginas de fanes y cuentas falsas dedicadas a Diana.

### Segundo matrimonio
El 10 de febrero de 2005, Clarence House anunció que Camila Parker Bowles y Carlos de Gales estaban comprometidos; como anillo de compromiso, Carlos le dio a Camila un anillo de diamantes que se cree que se le dio a su abuela, la reina Isabel, la reina madre, cuando dio a luz a la madre de Carlos. El anillo constaba de un diamante de talla cuadrada con tres baguettes de diamantes en cada lado. Como futuro gobernador supremo de la Iglesia de Inglaterra, la perspectiva de que Carlos se casara con una divorciada se consideró controvertida, pero con el consentimiento de la reina, el gobierno, y la Iglesia de Inglaterra, la pareja pudo casarse. La reina, el primer ministro Tony Blair, y el arzobispo de Canterbury, Rowan Williams, ofrecieron sus mejores deseos en declaraciones a los medios. En los dos meses siguientes al anuncio de su compromiso, Clarence House recibió 25.000 cartas con "95 o 99 por ciento de apoyo". También se recibieron 908 cartas de odio, y las más amenazantes y personales se enviaron a la policía para su investigación.

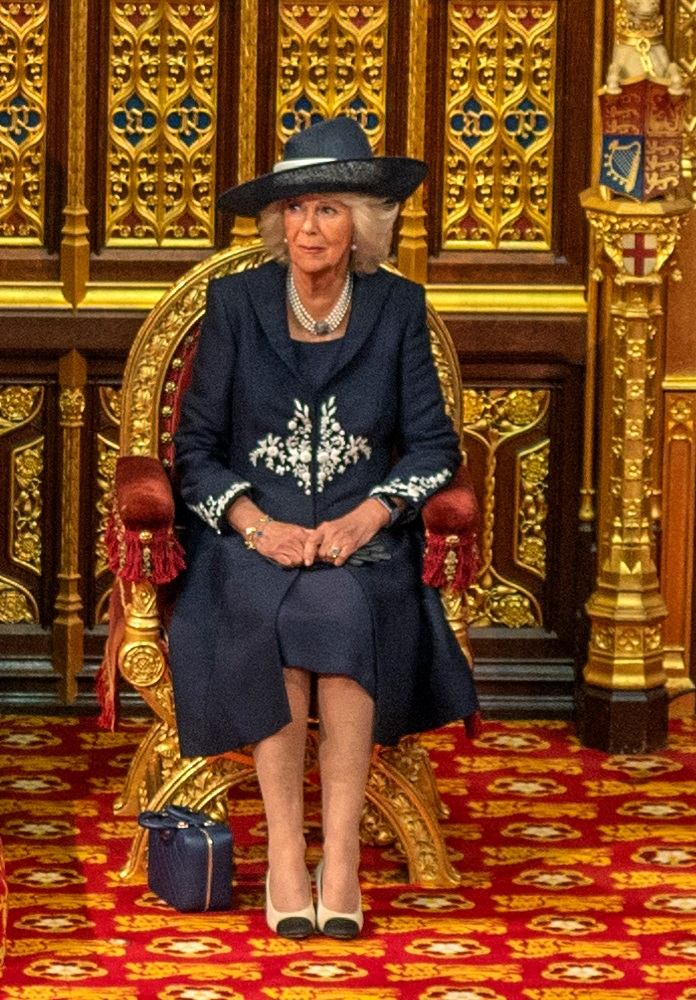
Camila en la apertura estatal del Parlamento de 2022.

El matrimonio debía haber sido el 8 de abril de 2005, y se llevaría a cabo en una ceremonia civil en el Castillo de Windsor, con un posterior servicio religioso de bendición en la Capilla de San Jorge. Sin embargo, celebrar un matrimonio civil en el Castillo de Windsor obligaría al lugar a obtener una licencia para matrimonios civiles, que no tenía. Una condición para tal licencia es que el lugar autorizado debe estar disponible por un período de un año para cualquier persona que desee casarse allí, y dado que la familia real no deseaba que el Castillo de Windsor estuviera disponible al público para matrimonios civiles, el lugar se cambió al ayuntamiento en Windsor Guildhall. El 4 de abril, se anunció que el matrimonio se retrasaría un día para permitir que el príncipe de Gales y algunos de los dignatarios invitados asistieran al funeral del papa Juan Pablo II.
El 9 de abril de 2005 se celebró la ceremonia de matrimonio. Los padres de Carlos y Camila no asistieron; en cambio, el hijo de Camila, Tom, y el hijo de Carlos, el príncipe Guillermo, actuaron como testigos de la unión. La reina y el duque de Edimburgo asistieron al servicio de bendición. Posteriormente, la reina ofreció una recepción a los recién casados en el Castillo de Windsor. Los artistas incluyeron el Coro de la Capilla de San Jorge, la Orquesta Philharmonia y el compositor galés Alun Hoddinott. Como regalo de bodas, The Marinsky Theatre Trust en San Petersburgo trajo a una mezzosoprano bielorrusa cantante, Ekaterina Semenchuk, al Reino Unido para interpretar una canción especial para la pareja. Después de la boda, la pareja viajó a la casa de campo del príncipe en Escocia, Birkhall, y llevaron a cabo sus primeros deberes públicos juntos durante su luna de miel.

## Duquesa de Cornualles

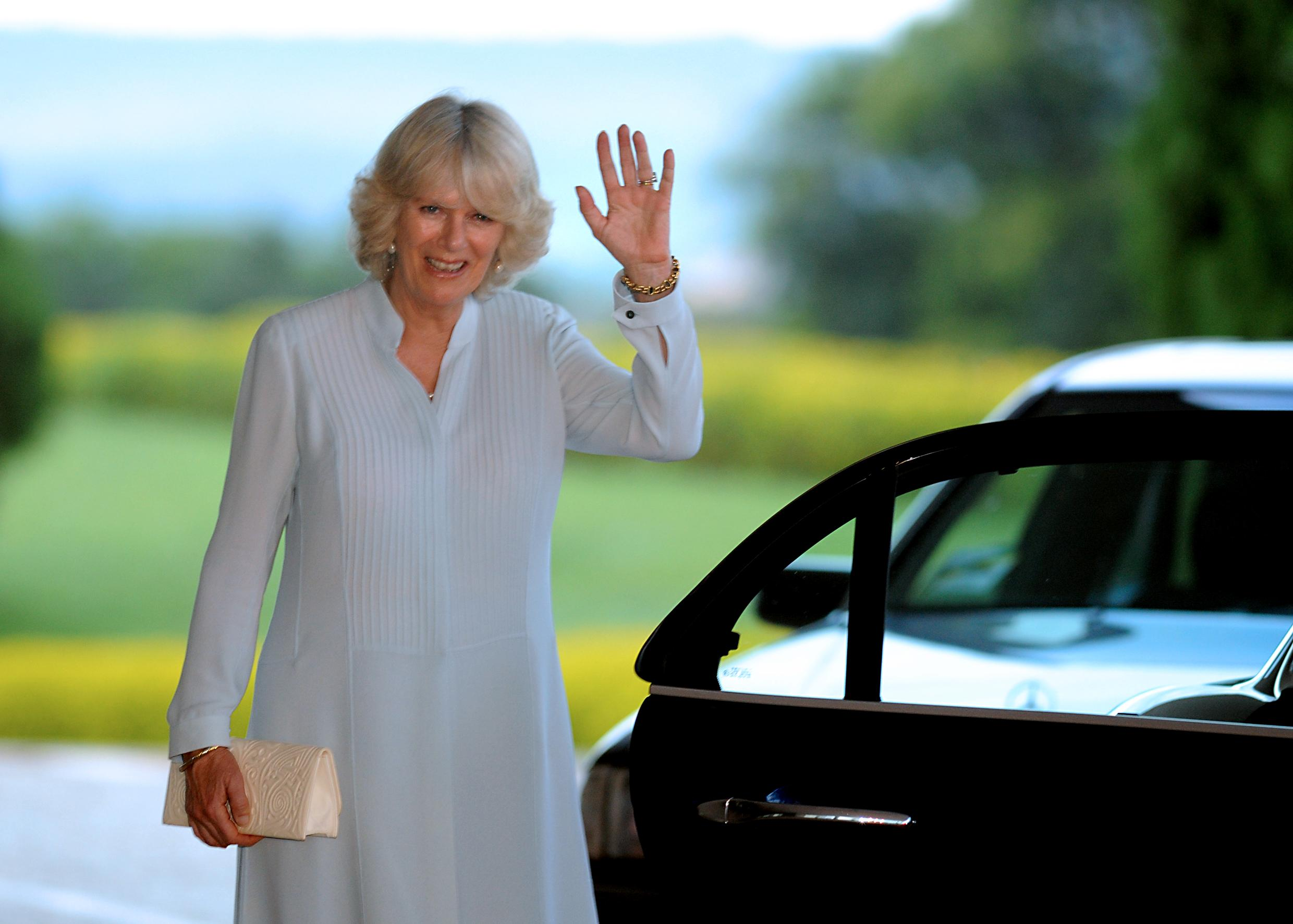
Camila en Brasil, 2009.

Después de convertirse en duquesa de Cornualles, Camila adquirió automáticamente el rango de segunda mujer más alta en el orden de precedencia británico (después de la reina Isabel II), y como típicamente quinta o sexta en los órdenes de precedencia de sus otros reinos, siguiendo a la reina, el correspondiente gobernador general, el duque de Edimburgo y el príncipe de Gales. Se reveló que la reina alteró el orden real de precedencia para ocasiones privadas, colocando a la duquesa en cuarto lugar, después de la reina, la princesa real y la princesa Alejandra. Dos años después del matrimonio, la reina le dio a Camila señales visibles de membresía en la familia real: le prestó a Camila la Tiara de Greville, que anteriormente perteneció a la reina madre, y le otorgó la insignia de la Orden de la Familia Real de Isabel II.
Después de su boda, Clarence House, la residencia oficial del príncipe Carlos, también se convirtió en la residencia oficial de Camila. La pareja también se hospeda en Birkhall para eventos festivos y en Highgrove House en Gloucestershire para reuniones familiares. En 2008, fijaron su residencia en Llwynywermod, Gales, donde se alojan en su visita a Gales todos los años en verano y en otras ocasiones. Para pasar tiempo a solas con sus hijos y nietos, Camila todavía mantiene su casa Ray Mill House, en la que residió desde 1995 hasta 2003.

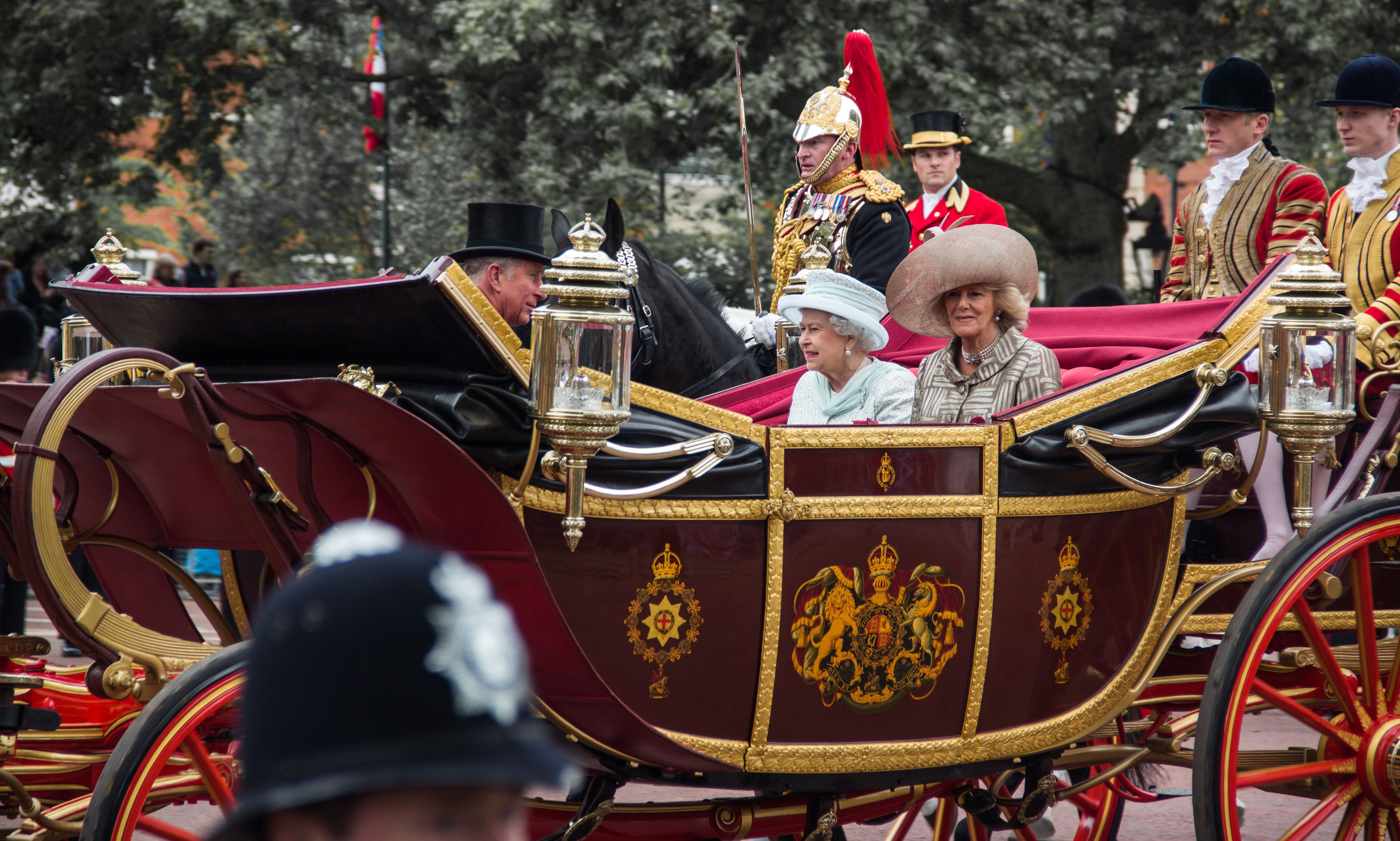
Camila junto a la reina Isabel II en un carruaje, 2012.

Según una declaración sin fecha de Clarence House, Camila solía ser fumadora pero no ha fumado durante muchos años. Aunque no se dieron a conocer públicamente los detalles, se confirmó en marzo de 2007 que Camila se había sometido a una histerectomía.
En abril de 2010, se fracturó la pierna izquierda mientras caminaba por una colina en Escocia. En noviembre del mismo año, Camila y Carlos estuvieron indirectamente involucrados en protestas estudiantiles cuando su automóvil fue atacado por manifestantes. Clarence House luego emitió una declaración sobre el incidente: "Un automóvil que transportaba al príncipe Carlos y la duquesa de Cornualles fue atacado por manifestantes, pero la pareja resultó ilesa".
El 9 de abril de 2012, el séptimo aniversario de bodas de la duquesa y el príncipe de Gales, la reina nombró a la duquesa miembro de la Real Orden Victoriana. En 2015, el príncipe de Gales encargó un pub que llevaría el nombre de la duquesa situado en el pueblo de Poundbury. El pub abrió sus puertas en 2016 y lleva el nombre de Duchess of Cornwall Inn.
El 9 de junio de 2016, la reina nombró a la duquesa miembro de su Consejo Privado. El 1 de enero de 2022, nombró a Camila dama real de la Muy Noble Orden de la Jarretera. El 14 de febrero de 2022, Camila dio positivo por COVID-19, cuatro días después de que el esposo también lo contrajo, y comenzó a aislarse. Ella y su esposo recibieron sus primeras dosis de una vacuna COVID-19 en febrero de 2021.
En marzo de 2022 y en medio de la invasión rusa de Ucrania, Camila hizo una donación "sustancial" a la campaña de refugiados del Daily Mail.

## Reina consorte
Camila se convirtió en reina consorte el 8 de septiembre de 2022 con la ascensión al trono de su marido como rey, tras la muerte de la reina Isabel II. El 10 del mismo mes, Camila asistió al Accession Council, en el que Carlos III fue proclamado formalmente rey y donde sirvió como testigo, junto con su hijastro Guillermo, príncipe de Gales. La coronación de Carlos III y Camila tuvo lugar el 6 de mayo de 2023.
El 16 de junio de 2023 fue designada miembro de la Orden del Cardo. Y el 23 de abril de 2024 fue nombrada gran maestre y primera y principal dama Gran Cruz de la Excelentísima Orden del Imperio Británico.

## Títulos, honores, tratamientos y armas
| ● 17 de julio de 1947-4 de julio de 1973:     | Señorita Camilla Rosemary Shand                                             |
| ● 4 de julio de 1973-3 de marzo de 1995:      | Señora Camilla de Andrew Parker-Bowles                                      |
| ● 3 de marzo de 1995-9 de abril de 2005:      | Señora Camilla Parker-Bowles                                                |
| ● 9 de abril de 2005-8 de septiembre de 2022: | Su alteza real la duquesa de Cornualles la duquesa de Rothesay (en Escocia) |
| ● 8 de septiembre de 2022-6 de mayo de 2023:  | Su majestad la reina consorte                                               |
| ● 6 de mayo de 2023-presente:                 | Su majestad la reina                                                        |

Títulos adicionales:
| ● 9 de abril de 2005-8 de septiembre de 2022: | Su alteza real la princesa de Gales (inutilizado, extraprotocolario) |

Monograma de la reina.

Al casarse con Carlos, Camila se hizo conocida como "su alteza real la duquesa de Cornualles". En Escocia se la conocía como "su alteza real la duquesa de Rothesay". Legalmente Camila era princesa de Gales, pero adoptó la forma femenina del título subsidiario de más alto rango de su marido, duque de Cornualles, porque el título de princesa de Gales se asoció fuertemente con su titular anterior, Diana. En 2021, tras la muerte del príncipe Felipe, duque de Edimburgo, Carlos heredó los títulos de su padre, y Camilla se convirtió así en duquesa de Edimburgo.
Clarence House declaró con motivo de la boda de Carlos y Camila en 2005 que, tras su ascenso, ella adoptaría el título de princesa consorte en lugar de reina, pero no hay precedente legal o histórico para tal título. En su mensaje del Día de la Adhesión de 2022, publicado para conmemorar el 70.º aniversario de su reinado, Isabel II declaró que era su «sincero deseo» que Camila fuera conocida como reina consorte tras la ascensión al trono de Carlos.
Desde la adhesión de Carlos III, Camila ha sido llamada "su majestad la reina consorte". El Palacio de Buckingham ha declarado que el eventual reconocimiento de Camila como "su majestad la reina", como son tradicionalmente las reinas consortes, es "una pregunta para el futuro". Sin embargo, posteriormente se dio a conocer que ese reconocimiento se produciría tras la coronación de ambos el 6 de mayo de 2023, como ha ocurrido.

### Distinciones honoríficas
Nacionales
- Miembro de la Real Orden Familiar de la Reina Isabel II (30/10/2007)
- Dama gran cruz de la Real Orden Victoriana (09/04/2012)
- Dama de la Orden de la Jarretera (01/01/2022)
- Dama de la Orden del Cardo (16/06/2023)
- Gran maestre y principal dama gran cruz de la Orden del Imperio Británico (GCBE, 23/04/2024)[154]
- Miembro de la Real Orden Familiar del Rey Carlos III (25/06/2024)

### Armas
|  | En el 58.º cumpleaños de Camila, Clarence House anunció que la reina Isabel II le había otorgado un escudo de armas para su uso personal. Se informó que la reina Isabel II, Carlos y Camilla mostraron un "gran interés" en la creación de las armas, y fueron preparadas por Peter Gwynn-Jones, el rey de armas principal de la Orden de la Jarretera. El escudo de armas de Camila parte el escudo de armas de su marido a la diestra, con el escudo de armas del propio padre a la siniestra. Corona Corona de San Eduardo Escudo Partido con las armas reales del Reino Unido. El escudo cuartelado, el primero y cuarto representan Inglaterra, el segundo a Escocia, el tercero a Irlanda; partido, con un escudo de azur, una cabeza de jabalí de plata, armada y linguada de lo mismo; en el jefe de plata entre dos mullets (estrellas) de gules una cruz recruceteada con el pie fijado de sable. Soportes Siniestra: un león rampante guardante de gules linguado y armado, con la corona real; diestra: una cabeza de jabalí azur armada de oro y linguada de gules y sujeto al cuello con una Corona compuesta de cruces y flores de lis y, unida a ella, una cadena caída sobre la espalda y terminada en un anillo. Orden La banda de la Orden de la Jarretera HONI SOIT QUI MAL Y PENSE (Vergüenza para el que piensa mal de ello) Simbolismo Las armas contienen el simbolismo de las armas del padre de Camila: los de los Shands of Craig de Aberdeenshire. La cabeza de jabalí podría indicar una conexión con la prominente familia Gordon de Aberdeenshire, cuyas armas también contienen una cabeza de jabalí. Los mullets (estrellas) probablemente provienen de alianzas matrimoniales con familias que usaban mullets en sus armas: posiblemente la familia Aberdeenshire de Blackhall o la familia de Reid de Pitfoddells. La cruz se usa para diferenciar las armas de la familia y es específica del padre de Camila, el mayor Bruce Shand. La cabeza del jabalí azul de Camila se hace eco de la cimera del Mayor Shand ("un jabalí azul estático armado y linguado de gules, su pata diestra descansando sobre un mullet de gules"). |

Estandartes
|  | Estandarte del Reino Unido combinado con el estandarte de las armas de la reina consorte. |
|  | Estandarte utilizado en Escocia                                                           |

Versión anterior de las armas
|  | Escudo de armas utilizado como duquesa de Cornualles desde 2005 hasta 2012.                                                                          |
|  | Escudo de armas utilizado por la duquesa de Cornualles desde 2012 hasta 2022 con la banda de la Real Orden Victoriana.                               |
|  | Escudo de armas utilizado por la duquesa de Cornualles con la banda de la Orden de la Jarretera desde 2022 hasta la ascensión de su esposo al trono. |

## En la ficción
| Año       | Título                               | Intérprete       |
| --------- | ------------------------------------ | ---------------- |
| 1993      | Diana: Her true story                | Elizabeth Garvie |
| 2011      | William & Catherine: A Royal Romance | Jean Smart       |
| 2019-2020 | The Crown T3-T4                      | Emerald Fennell  |
| 2022-2023 | The Crown T5-T6                      | Olivia Williams  |

## Ancestros
| \| \| \| \| \| \| \| \| \| \| \| \| \| \| \| \| \| \| \| \| 16. Hugh Morton Shand \| \| \| \| \| \| \| \| \| \| \| \| \| \| \| \| \| \| \| \| \| \| \| \| \| \| \| \| \| \| \| \| \| \| \| \| \| \| \| \| \| \| \| \| \| \| \| \| \| \| \| \| \| \| 8. Alexander Faulkner Shand \| \| \| \| \| \| \| \| \| \| \| \| \| \| \| \| \| \| \| \| \| \| \| \| \| \| \| \| \| \| \| \| \| \| \| \| \| \| \| \| \| \| \| \| \| \| \| \| \| \| \| \| \| \| 17. Edrica Faulkner \| \| \| \| \| \| \| \| \| \| \| \| \| \| \| \| \| \| \| \| \| \| \| \| \| \| \| \| \| \| \| \| \| \| \| \| \| \| \| \| \| \| \| \| \| \| \| \| \| \| \| \| \| \| 4. Philip Morton Shand \| \| \| \| \| \| \| \| \| \| \| \| \| \| \| \| \| \| \| \| \| \| \| \| \| \| \| \| \| \| \| \| \| \| \| \| \| \| \| \| \| \| \| \| \| \| \| \| \| \| \| \| \| \| 18. Charles Coates \| \| \| \| \| \| \| \| \| \| \| \| \| \| \| \| \| \| \| \| \| \| \| \| \| \| \| \| \| \| \| \| \| \| \| \| \| \| \| \| \| \| \| \| \| \| \| \| \| \| \| \| \| \| 9. Augusta Mary Coates \| \| \| \| \| \| \| \| \| \| \| \| \| \| \| \| \| \| \| \| \| \| \| \| \| \| \| \| \| \| \| \| \| \| \| \| \| \| \| \| \| \| \| \| \| \| \| \| \| \| \| \| \| \| 19. Sarah Clegg Hope \| \| \| \| \| \| \| \| \| \| \| \| \| \| \| \| \| \| \| \| \| \| \| \| \| \| \| \| \| \| \| \| \| \| \| \| \| \| \| \| \| \| \| \| \| \| \| \| \| \| \| \| \| \| 2. Bruce Middleton Hope Shand \| \| \| \| \| \| \| \| \| \| \| \| \| \| \| \| \| \| \| \| \| \| \| \| \| \| \| \| \| \| \| \| \| \| \| \| \| \| \| \| \| \| \| \| \| \| \| \| \| \| \| \| \| \| 20. Henry Harrington \| \| \| \| \| \| \| \| \| \| \| \| \| \| \| \| \| \| \| \| \| \| \| \| \| \| \| \| \| \| \| \| \| \| \| \| \| \| \| \| \| \| \| \| \| \| \| \| \| \| \| \| \| \| 10. George Woods Harrington \| \| \| \| \| \| \| \| \| \| \| \| \| \| \| \| \| \| \| \| \| \| \| \| \| \| \| \| \| \| \| \| \| \| \| \| \| \| \| \| \| \| \| \| \| \| \| \| \| \| \| \| \| \| 21. Eliza Woods \| \| \| \| \| \| \| \| \| \| \| \| \| \| \| \| \| \| \| \| \| \| \| \| \| \| \| \| \| \| \| \| \| \| \| \| \| \| \| \| \| \| \| \| \| \| \| \| \| \| \| \| \| \| 5. Edith Marguerite Harrington \| \| \| \| \| \| \| \| \| \| \| \| \| \| \| \| \| \| \| \| \| \| \| \| \| \| \| \| \| \| \| \| \| \| \| \| \| \| \| \| \| \| \| \| \| \| \| \| \| \| \| \| \| \| 22. Frederick Stillman \| \| \| \| \| \| \| \| \| \| \| \| \| \| \| \| \| \| \| \| \| \| \| \| \| \| \| \| \| \| \| \| \| \| \| \| \| \| \| \| \| \| \| \| \| \| \| \| \| \| \| \| \| \| 11. Alice Edith Stillman \| \| \| \| \| \| \| \| \| \| \| \| \| \| \| \| \| \| \| \| \| \| \| \| \| \| \| \| \| \| \| \| \| \| \| \| \| \| \| \| \| \| \| \| \| \| \| \| \| \| \| \| \| \| 23. Ann Endle \| \| \| \| \| \| \| \| \| \| \| \| \| \| \| \| \| \| \| \| \| \| \| \| \| \| \| \| \| \| \| \| \| \| \| \| \| \| \| \| \| \| \| \| \| \| \| \| \| \| \| \| \| \| 1. Camila del Reino Unido \| \| \| \| \| \| \| \| \| \| \| \| \| \| \| \| \| \| \| \| \| \| \| \| \| \| \| \| \| \| \| \| \| \| \| \| \| \| \| \| \| \| \| \| \| \| \| \| \| \| \| \| \| \| 24. George Cubitt \| \| \| \| \| \| \| \| \| \| \| \| \| \| \| \| \| \| \| \| \| \| \| \| \| \| \| \| \| \| \| \| \| \| \| \| \| \| \| \| \| \| \| \| \| \| \| \| \| \| \| \| \| \| 12. Henry Cubitt \| \| \| \| \| \| \| \| \| \| \| \| \| \| \| \| \| \| \| \| \| \| \| \| \| \| \| \| \| \| \| \| \| \| \| \| \| \| \| \| \| \| \| \| \| \| \| \| \| \| \| \| \| \| 25. Laura Joyce \| \| \| \| \| \| \| \| \| \| \| \| \| \| \| \| \| \| \| \| \| \| \| \| \| \| \| \| \| \| \| \| \| \| \| \| \| \| \| \| \| \| \| \| \| \| \| \| \| \| \| \| \| \| 6. Roland Calvert Cubitt \| \| \| \| \| \| \| \| \| \| \| \| \| \| \| \| \| \| \| \| \| \| \| \| \| \| \| \| \| \| \| \| \| \| \| \| \| \| \| \| \| \| \| \| \| \| \| \| \| \| \| \| \| \| 26. Archibald Motteux Calvert \| \| \| \| \| \| \| \| \| \| \| \| \| \| \| \| \| \| \| \| \| \| \| \| \| \| \| \| \| \| \| \| \| \| \| \| \| \| \| \| \| \| \| \| \| \| \| \| \| \| \| \| \| \| 13. Maud Marianne Calvert \| \| \| \| \| \| \| \| \| \| \| \| \| \| \| \| \| \| \| \| \| \| \| \| \| \| \| \| \| \| \| \| \| \| \| \| \| \| \| \| \| \| \| \| \| \| \| \| \| \| \| \| \| \| 27. Constance Maria Peters \| \| \| \| \| \| \| \| \| \| \| \| \| \| \| \| \| \| \| \| \| \| \| \| \| \| \| \| \| \| \| \| \| \| \| \| \| \| \| \| \| \| \| \| \| \| \| \| \| \| \| \| \| \| 3. Rosalind Maud Cubitt \| \| \| \| \| \| \| \| \| \| \| \| \| \| \| \| \| \| \| \| \| \| \| \| \| \| \| \| \| \| \| \| \| \| \| \| \| \| \| \| \| \| \| \| \| \| \| \| \| \| \| \| \| \| 28. William Keppel \| \| \| \| \| \| \| \| \| \| \| \| \| \| \| \| \| \| \| \| \| \| \| \| \| \| \| \| \| \| \| \| \| \| \| \| \| \| \| \| \| \| \| \| \| \| \| \| \| \| \| \| \| \| 14. George Keppel \| \| \| \| \| \| \| \| \| \| \| \| \| \| \| \| \| \| \| \| \| \| \| \| \| \| \| \| \| \| \| \| \| \| \| \| \| \| \| \| \| \| \| \| \| \| \| \| \| \| \| \| \| \| 29. Sophia Mary MacNab \| \| \| \| \| \| \| \| \| \| \| \| \| \| \| \| \| \| \| \| \| \| \| \| \| \| \| \| \| \| \| \| \| \| \| \| \| \| \| \| \| \| \| \| \| \| \| \| \| \| \| \| \| \| 7. Sonia Rosemary Keppel \| \| \| \| \| \| \| \| \| \| \| \| \| \| \| \| \| \| \| \| \| \| \| \| \| \| \| \| \| \| \| \| \| \| \| \| \| \| \| \| \| \| \| \| \| \| \| \| \| \| \| \| \| \| 30. William Edmonstone \| \| \| \| \| \| \| \| \| \| \| \| \| \| \| \| \| \| \| \| \| \| \| \| \| \| \| \| \| \| \| \| \| \| \| \| \| \| \| \| \| \| \| \| \| \| \| \| \| \| \| \| \| \| 15. Alice Frederica Edmonstone \| \| \| \| \| \| \| \| \| \| \| \| \| \| \| \| \| \| \| \| \| \| \| \| \| \| \| \| \| \| \| \| \| \| \| \| \| \| \| \| \| \| \| \| \| \| \| \| \| \| \| \| \| \| 31. Mary Elizabeth Parsons \| \| \| \| \| \| \| \| \| \| \| \| \| \| \| \| \| \| \| \| \| \| \| \| \| \| \| \| \| \| \| \| \| \| \| \| \| \| \| \| \| \| \| \| \| \| \| \| \| \| \| \| |                                |  |  |  |  |  |  |  |  |  |  |  |  |  |  |  |
| |                                |  |  |  |  |  |  |  |  |  |  |  |  |  |  |  |
| | 16. Hugh Morton Shand          |  |  |  |  |  |  |  |  |  |  |  |  |  |  |  |
| |                                |  |  |  |  |  |  |  |  |  |  |  |  |  |  |  |
| |                                |  |  |  |  |  |  |  |  |  |  |  |  |  |  |  |
| | 8. Alexander Faulkner Shand    |  |  |  |  |  |  |  |  |  |  |  |  |  |  |  |
| |                                |  |  |  |  |  |  |  |  |  |  |  |  |  |  |  |
| |                                |  |  |  |  |  |  |  |  |  |  |  |  |  |  |  |
| | 17. Edrica Faulkner            |  |  |  |  |  |  |  |  |  |  |  |  |  |  |  |
| |                                |  |  |  |  |  |  |  |  |  |  |  |  |  |  |  |
| |                                |  |  |  |  |  |  |  |  |  |  |  |  |  |  |  |
| | 4. Philip Morton Shand         |  |  |  |  |  |  |  |  |  |  |  |  |  |  |  |
| |                                |  |  |  |  |  |  |  |  |  |  |  |  |  |  |  |
| |                                |  |  |  |  |  |  |  |  |  |  |  |  |  |  |  |
| | 18. Charles Coates             |  |  |  |  |  |  |  |  |  |  |  |  |  |  |  |
| |                                |  |  |  |  |  |  |  |  |  |  |  |  |  |  |  |
| |                                |  |  |  |  |  |  |  |  |  |  |  |  |  |  |  |
| | 9. Augusta Mary Coates         |  |  |  |  |  |  |  |  |  |  |  |  |  |  |  |
| |                                |  |  |  |  |  |  |  |  |  |  |  |  |  |  |  |
| |                                |  |  |  |  |  |  |  |  |  |  |  |  |  |  |  |
| | 19. Sarah Clegg Hope           |  |  |  |  |  |  |  |  |  |  |  |  |  |  |  |
| |                                |  |  |  |  |  |  |  |  |  |  |  |  |  |  |  |
| |                                |  |  |  |  |  |  |  |  |  |  |  |  |  |  |  |
| | 2. Bruce Middleton Hope Shand  |  |  |  |  |  |  |  |  |  |  |  |  |  |  |  |
| |                                |  |  |  |  |  |  |  |  |  |  |  |  |  |  |  |
| |                                |  |  |  |  |  |  |  |  |  |  |  |  |  |  |  |
| | 20. Henry Harrington           |  |  |  |  |  |  |  |  |  |  |  |  |  |  |  |
| |                                |  |  |  |  |  |  |  |  |  |  |  |  |  |  |  |
| |                                |  |  |  |  |  |  |  |  |  |  |  |  |  |  |  |
| | 10. George Woods Harrington    |  |  |  |  |  |  |  |  |  |  |  |  |  |  |  |
| |                                |  |  |  |  |  |  |  |  |  |  |  |  |  |  |  |
| |                                |  |  |  |  |  |  |  |  |  |  |  |  |  |  |  |
| | 21. Eliza Woods                |  |  |  |  |  |  |  |  |  |  |  |  |  |  |  |
| |                                |  |  |  |  |  |  |  |  |  |  |  |  |  |  |  |
| |                                |  |  |  |  |  |  |  |  |  |  |  |  |  |  |  |
| | 5. Edith Marguerite Harrington |  |  |  |  |  |  |  |  |  |  |  |  |  |  |  |
| |                                |  |  |  |  |  |  |  |  |  |  |  |  |  |  |  |
| |                                |  |  |  |  |  |  |  |  |  |  |  |  |  |  |  |
| | 22. Frederick Stillman         |  |  |  |  |  |  |  |  |  |  |  |  |  |  |  |
| |                                |  |  |  |  |  |  |  |  |  |  |  |  |  |  |  |
| |                                |  |  |  |  |  |  |  |  |  |  |  |  |  |  |  |
| | 11. Alice Edith Stillman       |  |  |  |  |  |  |  |  |  |  |  |  |  |  |  |
| |                                |  |  |  |  |  |  |  |  |  |  |  |  |  |  |  |
| |                                |  |  |  |  |  |  |  |  |  |  |  |  |  |  |  |
| | 23. Ann Endle                  |  |  |  |  |  |  |  |  |  |  |  |  |  |  |  |
| |                                |  |  |  |  |  |  |  |  |  |  |  |  |  |  |  |
| |                                |  |  |  |  |  |  |  |  |  |  |  |  |  |  |  |
| | 1. Camila del Reino Unido      |  |  |  |  |  |  |  |  |  |  |  |  |  |  |  |
| |                                |  |  |  |  |  |  |  |  |  |  |  |  |  |  |  |
| |                                |  |  |  |  |  |  |  |  |  |  |  |  |  |  |  |
| | 24. George Cubitt              |  |  |  |  |  |  |  |  |  |  |  |  |  |  |  |
| |                                |  |  |  |  |  |  |  |  |  |  |  |  |  |  |  |
| |                                |  |  |  |  |  |  |  |  |  |  |  |  |  |  |  |
| | 12. Henry Cubitt               |  |  |  |  |  |  |  |  |  |  |  |  |  |  |  |
| |                                |  |  |  |  |  |  |  |  |  |  |  |  |  |  |  |
| |                                |  |  |  |  |  |  |  |  |  |  |  |  |  |  |  |
| | 25. Laura Joyce                |  |  |  |  |  |  |  |  |  |  |  |  |  |  |  |
| |                                |  |  |  |  |  |  |  |  |  |  |  |  |  |  |  |
| |                                |  |  |  |  |  |  |  |  |  |  |  |  |  |  |  |
| | 6. Roland Calvert Cubitt       |  |  |  |  |  |  |  |  |  |  |  |  |  |  |  |
| |                                |  |  |  |  |  |  |  |  |  |  |  |  |  |  |  |
| |                                |  |  |  |  |  |  |  |  |  |  |  |  |  |  |  |
| | 26. Archibald Motteux Calvert  |  |  |  |  |  |  |  |  |  |  |  |  |  |  |  |
| |                                |  |  |  |  |  |  |  |  |  |  |  |  |  |  |  |
| |                                |  |  |  |  |  |  |  |  |  |  |  |  |  |  |  |
| | 13. Maud Marianne Calvert      |  |  |  |  |  |  |  |  |  |  |  |  |  |  |  |
| |                                |  |  |  |  |  |  |  |  |  |  |  |  |  |  |  |
| |                                |  |  |  |  |  |  |  |  |  |  |  |  |  |  |  |
| | 27. Constance Maria Peters     |  |  |  |  |  |  |  |  |  |  |  |  |  |  |  |
| |                                |  |  |  |  |  |  |  |  |  |  |  |  |  |  |  |
| |                                |  |  |  |  |  |  |  |  |  |  |  |  |  |  |  |
| | 3. Rosalind Maud Cubitt        |  |  |  |  |  |  |  |  |  |  |  |  |  |  |  |
| |                                |  |  |  |  |  |  |  |  |  |  |  |  |  |  |  |
| |                                |  |  |  |  |  |  |  |  |  |  |  |  |  |  |  |
| | 28. William Keppel             |  |  |  |  |  |  |  |  |  |  |  |  |  |  |  |
| |                                |  |  |  |  |  |  |  |  |  |  |  |  |  |  |  |
| |                                |  |  |  |  |  |  |  |  |  |  |  |  |  |  |  |
| | 14. George Keppel              |  |  |  |  |  |  |  |  |  |  |  |  |  |  |  |
| |                                |  |  |  |  |  |  |  |  |  |  |  |  |  |  |  |
| |                                |  |  |  |  |  |  |  |  |  |  |  |  |  |  |  |
| | 29. Sophia Mary MacNab         |  |  |  |  |  |  |  |  |  |  |  |  |  |  |  |
| |                                |  |  |  |  |  |  |  |  |  |  |  |  |  |  |  |
| |                                |  |  |  |  |  |  |  |  |  |  |  |  |  |  |  |
| | 7. Sonia Rosemary Keppel       |  |  |  |  |  |  |  |  |  |  |  |  |  |  |  |
| |                                |  |  |  |  |  |  |  |  |  |  |  |  |  |  |  |
| |                                |  |  |  |  |  |  |  |  |  |  |  |  |  |  |  |
| | 30. William Edmonstone         |  |  |  |  |  |  |  |  |  |  |  |  |  |  |  |
| |                                |  |  |  |  |  |  |  |  |  |  |  |  |  |  |  |
| |                                |  |  |  |  |  |  |  |  |  |  |  |  |  |  |  |
| | 15. Alice Frederica Edmonstone |  |  |  |  |  |  |  |  |  |  |  |  |  |  |  |
| |                                |  |  |  |  |  |  |  |  |  |  |  |  |  |  |  |
| |                                |  |  |  |  |  |  |  |  |  |  |  |  |  |  |  |
| | 31. Mary Elizabeth Parsons     |  |  |  |  |  |  |  |  |  |  |  |  |  |  |  |
| |                                |  |  |  |  |  |  |  |  |  |  |  |  |  |  |  |
| |                                |  |  |  |  |  |  |  |  |  |  |  |  |  |  |  |

## Sucesión
| Predecesor: Felipe de Edimburgo (como príncipe del Reino Unido) | Reina consorte del Reino Unido Desde el 8 de septiembre de 2022  | Sucesor: En el cargo        |
| Predecesor: Diana de Gales                                      | Duquesa de Cornualles 9 de abril de 2005-8 de septiembre de 2022 | Sucesor: Catalina de Gales  |
| Predecesor: Diana de Gales                                      | Duquesa de Rothesay 9 de abril de 2005-8 de septiembre de 2022   | Sucesor: Catalina de Gales  |
| Predecesor: Isabel II                                           | Duquesa de Edimburgo 9 de abril de 2021-8 de septiembre de 2022  | Sucesor: Sofía de Edimburgo |